# Battaglia di Piombino (1125)
La Battaglia di Piombino fu uno scontro navale avvenuto nel 1125, fra la Repubblica di Genova e la sua rivale Pisana.

## Antefatti
Nel corso del XII secolo, la rivalità tra le due grandi Repubbliche marinare raggiunse il suo maggior apice. Entrambe ambivano al controllo delle principali rotte commerciali del Mar Tirreno e del Mediterraneo occidentale, contendendosi domini strategici come la Corsica, la Sardegna, e l'accesso alle coste della Provenza.
Il periodo compreso fra 1123 e 1125 si rivelò particolarmente cruento e determinante per la Superba, che riuscì a ottenere una serie di vittorie navali e terrestri ai danni dei pisani. Fu un anno che segnò un punto di svolta nella guerra marittima tra le due potenze. La flotta genovese si mostrò aggressiva ed efficace, infliggendo dure sconfitte ai rivali, sia in mare aperto che lungo le coste, come testimoniato dalla distruzione di Piombino e dalla cattura di numerose navi nemiche.
Nel contempo, si riaccese il conflitto per il controllo della Corsica, isola da sempre contesa per la sua posizione strategica. In questo scenario, intervenne papa Innocenzo II, schierandosi apertamente a favore dei genovesi. Tale decisione non fu soltanto politica, ma anche giuridica: il pontefice si vide costretto a rispettare i privilegi precedentemente concessi alla Repubblica di Genova, riconoscendone la legittimità e i diritti su alcuni territori insulari.
Le reazioni a questa presa di posizione papale furono immediate e contrastanti. I pisani, sconfitti militarmente e ora anche umiliati sul piano diplomatico, abbandonarono la curia in segno di protesta, con atteggiamento definito da Caffaro come "irrispettoso". Al contrario, i genovesi, forti del successo ottenuto, si mostrarono ossequiosi e deferenti nei confronti del pontefice. Fieri della propria superiorità e legittimazione, fecero ritorno a Genova in trionfo, celebrando non solo una vittoria sul campo, ma anche un'importante affermazione politica nel cuore stesso della cristianità.

## Svolgimento
Durante l’estate del 1125, i genovesi pattugliavano con dieci galee il tratto di mare tra la Corsica, la Sardegna e Porto Pisano. In queste acque catturarono numerose navi toscane, facendo prigionieri e impadronendosi del bottino. Una delle imprese più rilevanti fu l'intercettazione di una grande nave pisana carica di ricchezze (oro, argento e spezie provenienti dalla Tunisia) e difesa da 400 uomini. Dopo quattro giorni d’inseguimento e combattimenti interrotti da una tempesta che rischiò di compromettere l'esito del braccamento, la nave pisana naufragò sull’Arno.
In risposta, Pisa armò otto galee con l’intento di inseguire i genovesi fino in Provenza. Venuti a conoscenza della minaccia, i genovesi prepararono altre sette galee, guidate dal console Caffaro di Rustico da Caschifellone, crociato, diplomatico e annalista italiano, autore degli Annali.
Non riuscendo a intercettare le galee pisane tra Corsica, Sardegna, Provenza ed Elba, la flotta genovese giunse fino nei pressi di Piombino. Qui attaccò con forza da Nord, Incendiò una grande nave pisana tirata in secco sotto il castello della città. Assaltò e conquistò sia la rocca (difesa da un piccolo drappello di soldati) sia il borgo circostante. Prese prigionieri uomini, donne e bambini. Razziò le ricchezze locali e le trasportò a Genova.